# Церква Івана Предтечі (Керч)

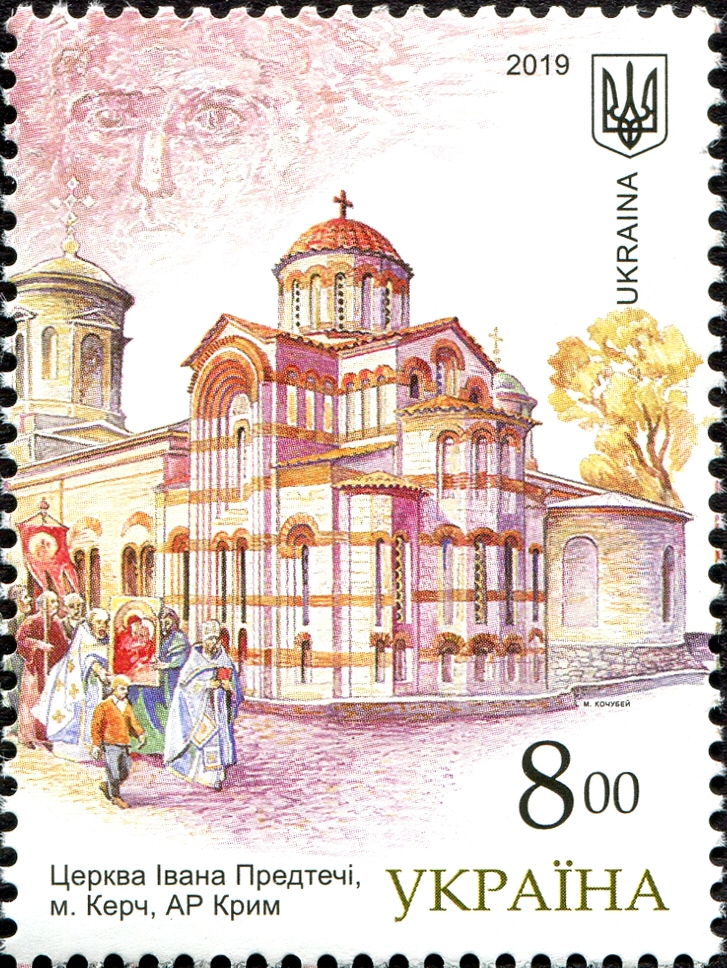
Марка Укрпошти «Церква Івана Предтечі, м. Керч, АР Крим» із серії «Національні меншини в Україні. Греки» (2019)

Церква Івана Предтечі — церква в Керчі, належить до найдавніших зразків сакральних споруд зниклої Візантії, Криму, сучасної України.

## Назва
До 30-х років XIV століття храм не згадувався в письмових джерелах. Першою згадкою можна вважати опис Ібн Батути, який відвідав Керч в 1334 році та провів ніч в церкві, назву якої не згадував. За словами автора біографії мандрівника, Тимофеєва І. В., церква, яку описав Ібн Батута — це храм, відомий нині як храм Івана Предтечі.
На честь Івана Предтечі церква була освячена лише в кінці XVIII або початку XIX століття, а до того мала іншу назву. У 1634 році Еміддіо Дортеллі д'Асколі, голова місії домініканців, який носив номінальний титул префекта Кафи і Татарії, відвідав Керч. За його словами «всередині фортеці знаходиться не дуже велика церква, в ім'я св. Георгія, що належить грекам, в якій є вівтар з куполом, підтримуваним чотирма чудовими колонами з мармуру. На верху цього купола видніється дуже багато раковин, устричних і інших морських, так врослих в камінь, що вони здаються такими, що як би знаходяться на місці свого походження». На думку Олександра Бертьє-Делагарда д'Асколі помилявся і переплутав монастир св. Георгія (Кетерлес) з церквою Івана Предтечі. Однак церква на той час дійсно могла мати ім'я Святого Юрія, адже невідомо, в честь якого святого церква була освячена після побудови. Лише в останній чверті XVIII століття церкву стали називати в документах «церквою Святого Івана» і «Івано-Предтечінською».

## Історія
Повз храм століттями ходили прочани та мешканці різних країн, не здогадуючись про наявність храму, вік якого сягав в глиб віків. На незвичну вівтарну частину звернули увагу наприкінці 1980-х рр. під час ремонту церкви 1757 р. Товсті нашарування тиньку робили вівтарну частину храму схожою на сільську, повністю ховаючи її первісний вигляд і форми. Під час реставрації знято близько 1 метра пізніх нашарувань.

### Характеристики споруди
Центрична, хрестовокупольна за планом, увінчана однією банею. В східній частині три апсиди, середня вища за бічні. Фасад з півдня прикрашений перспективними порталами з вузькими вікнами. Стіни викладені з тесаних брил каменю, що межують з поясами плінфи. Під час реставрації навколо вівтарної частини знято пізній шар ґрунту заради розкриття первісних підмурків стародавньої частини. Прибудова з заходу міститься на сучасному рівні ділянки та вища за стародавній, відрізняється як матеріалом стін без використання плінфи, так і стилем.
Будівлі повернуті дахи з черепиці за історичними аналогами. Внутрішній простір підсилено металевими балками через небезпеку руйнації найдавнішого з сакральних храмів Криму та України. Науковці датують його восьмим століттям нашої ери (8 ст. н. е.)

## Внутрішнє оздоблення
Іконостас церкви був виконаний з горіхового дерева з різьбою, позолотою та древнім живописом. Престол церкви стояв на чотирьох мармурових стовпах, верхня дошка була з сірого каменю. Баня церкви спиралася на чотири мармурові стовпи, кожний мав в обсязі 6 чвертей. Мармурові стовпи після підняття долівки були висотою 3 метри. Долівка в церкві була піднята під час реставрації більше ніж на півтора метра. Довжина церкви в 1801 збільшена і в той час були прибудовані хори. В церкві були образи Богоматері та Івана Предтечі. В церкві знаходилася мармурова дошка зі стопою.
Територія упорядкована, викладена кам'яною бруківкою, проведено озеленення ділянки.

## Галерея

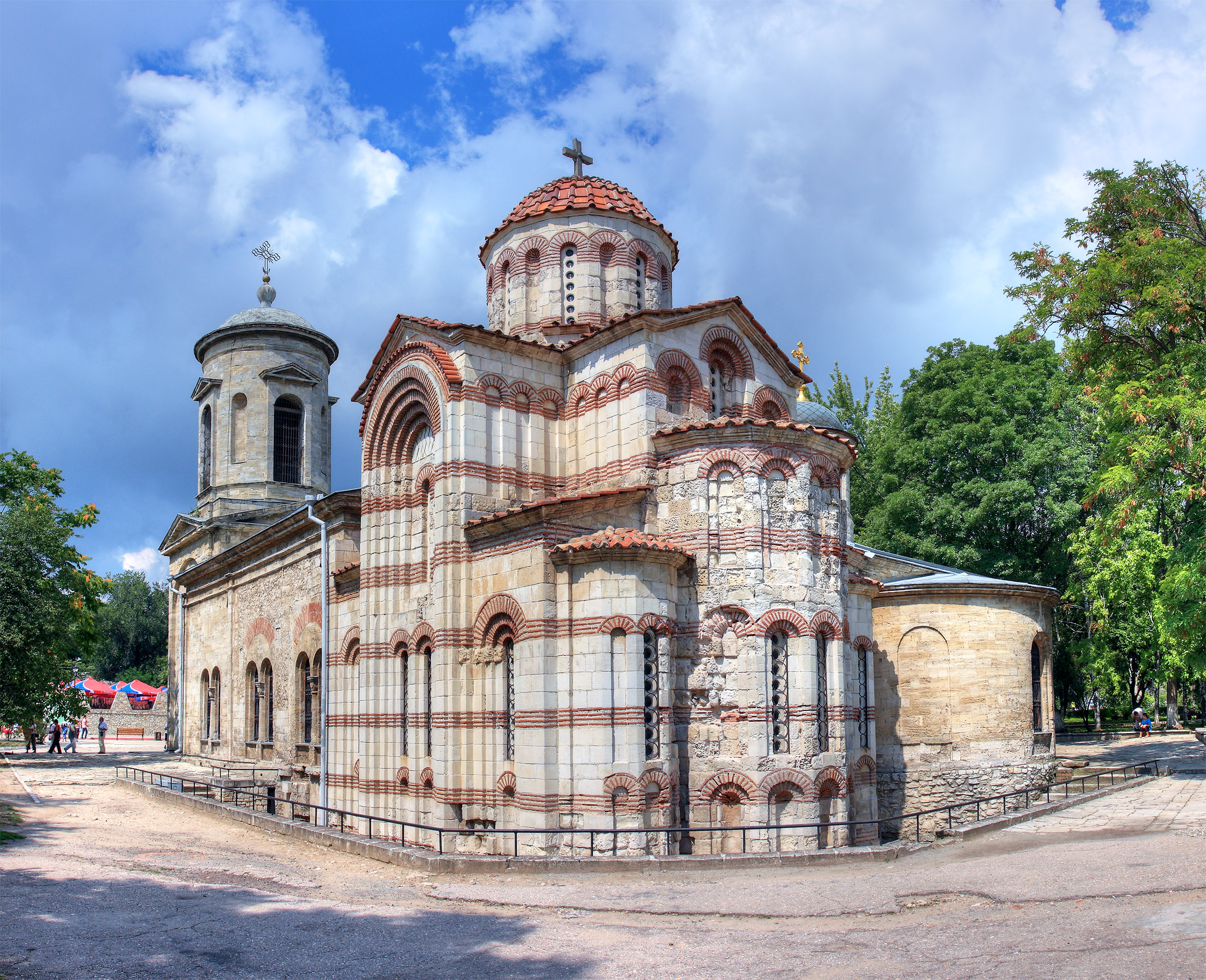
Вівтарна частина церкви Івана Предтечі. стан на 2009 р.
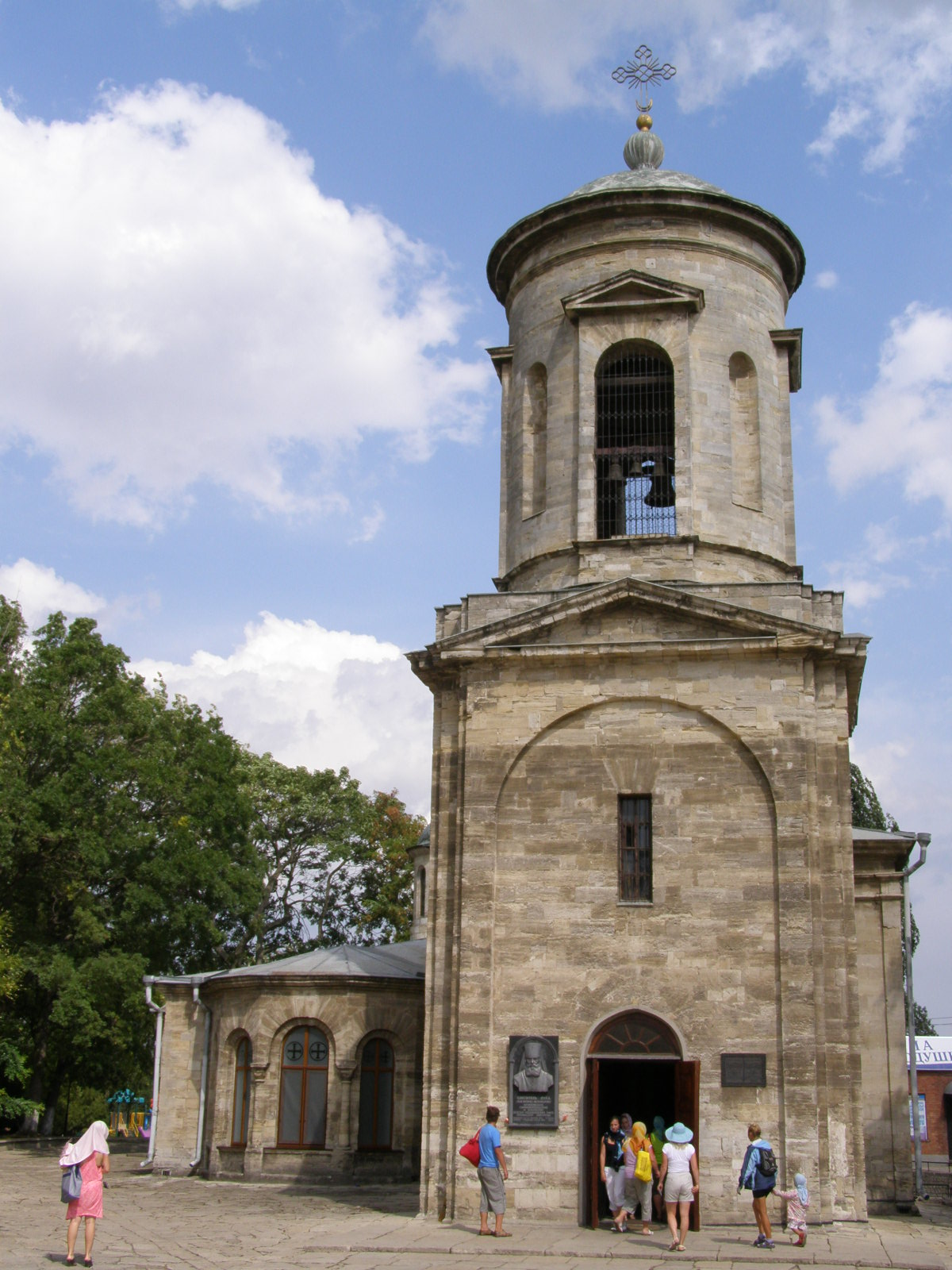
Дзвіниця доби класицизму
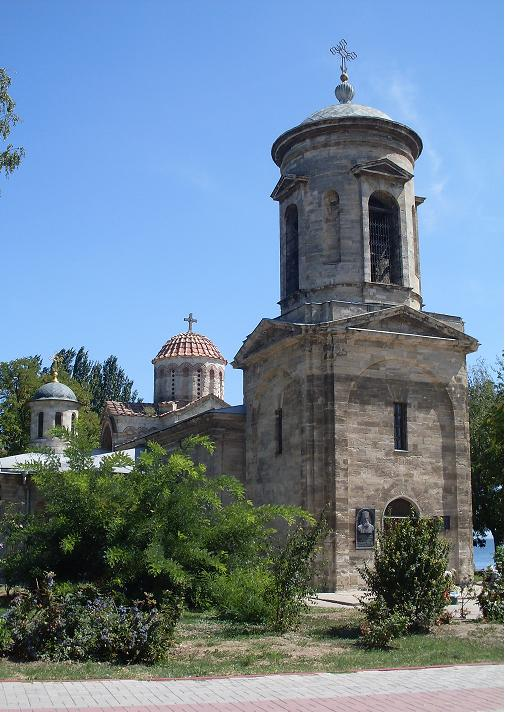
Дзвіниця церкви, прибудована в стилі класицизму.
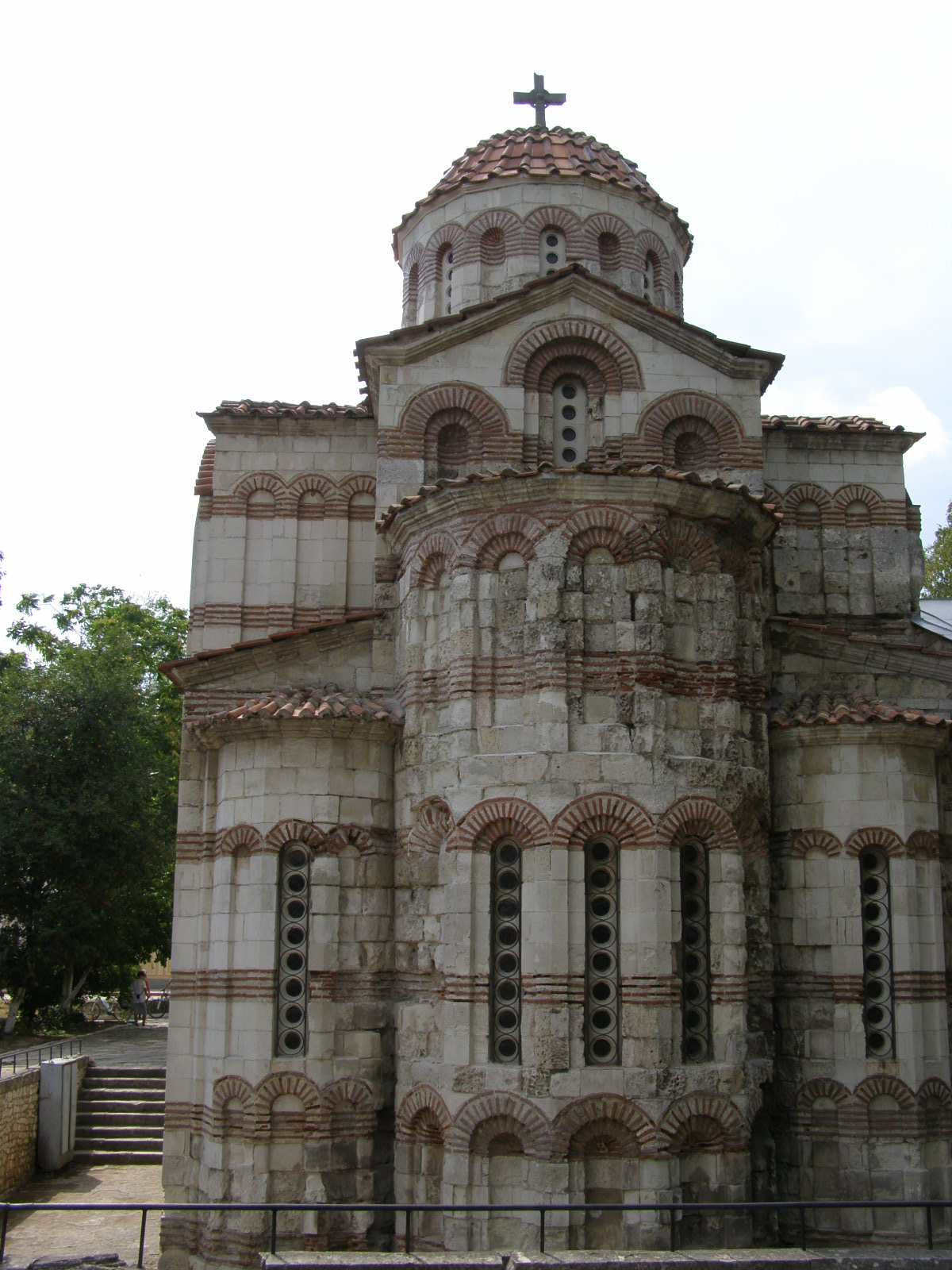
Східний фасад
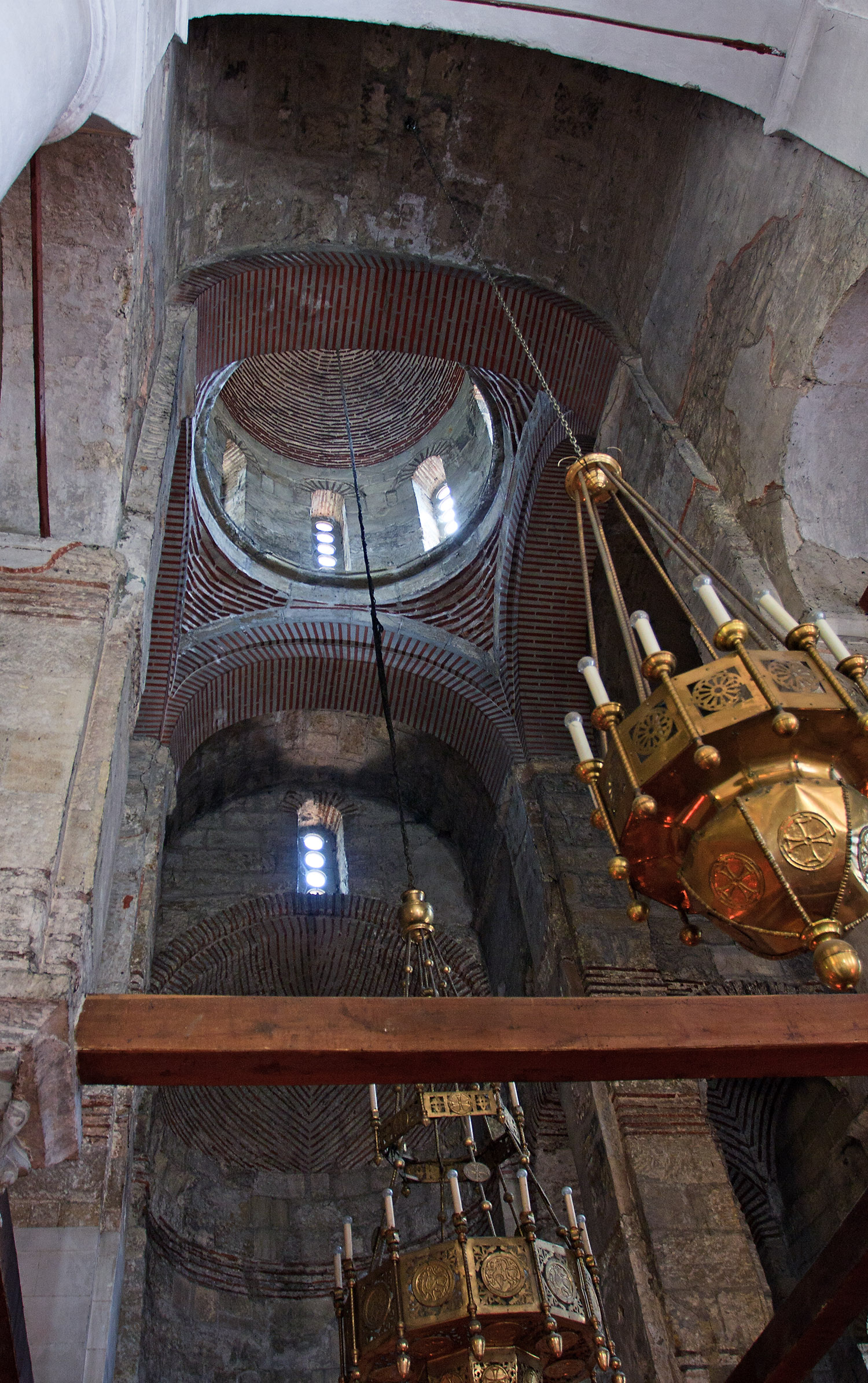
Середхрестя церкви Івана Предтечі.
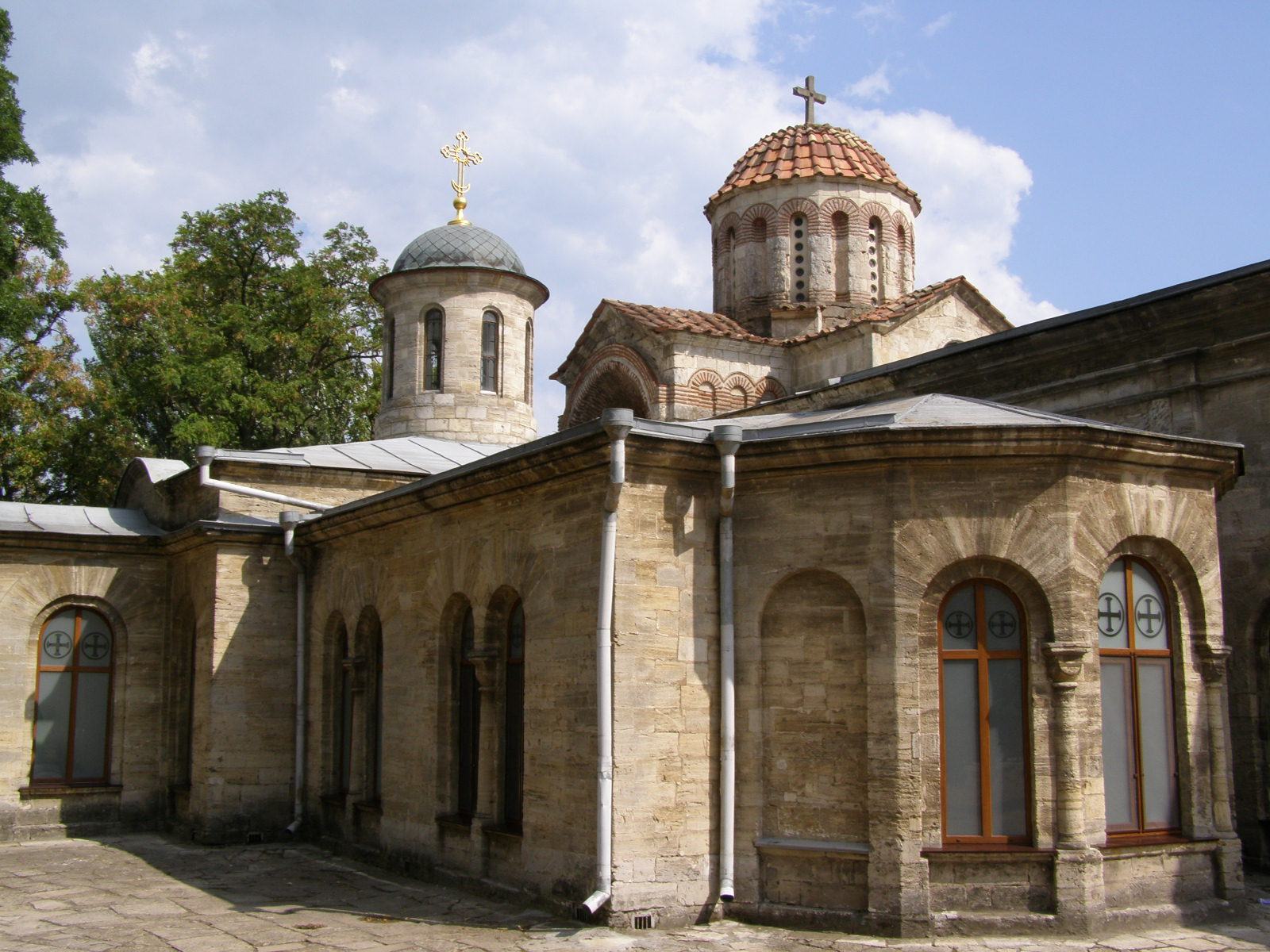
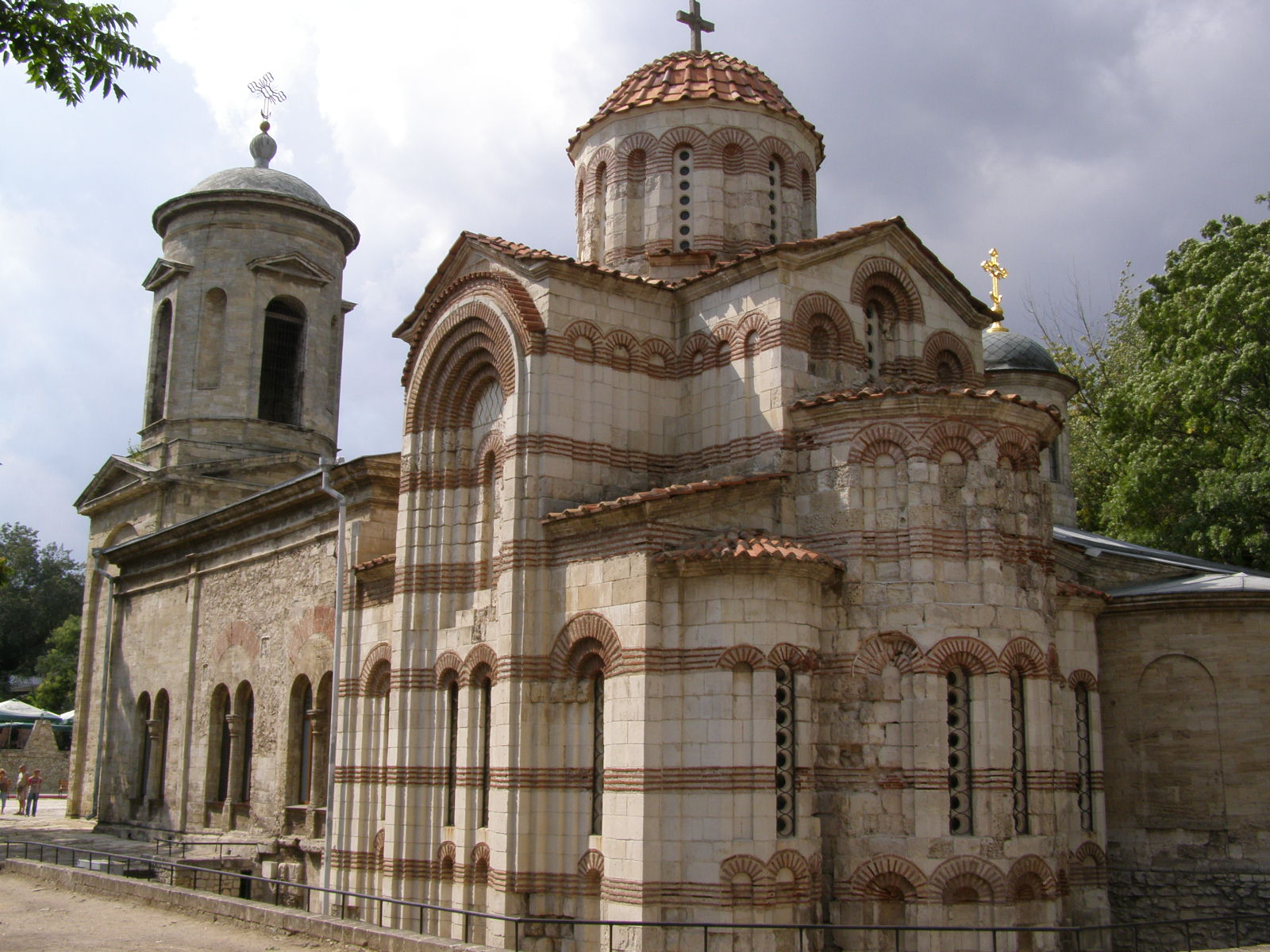
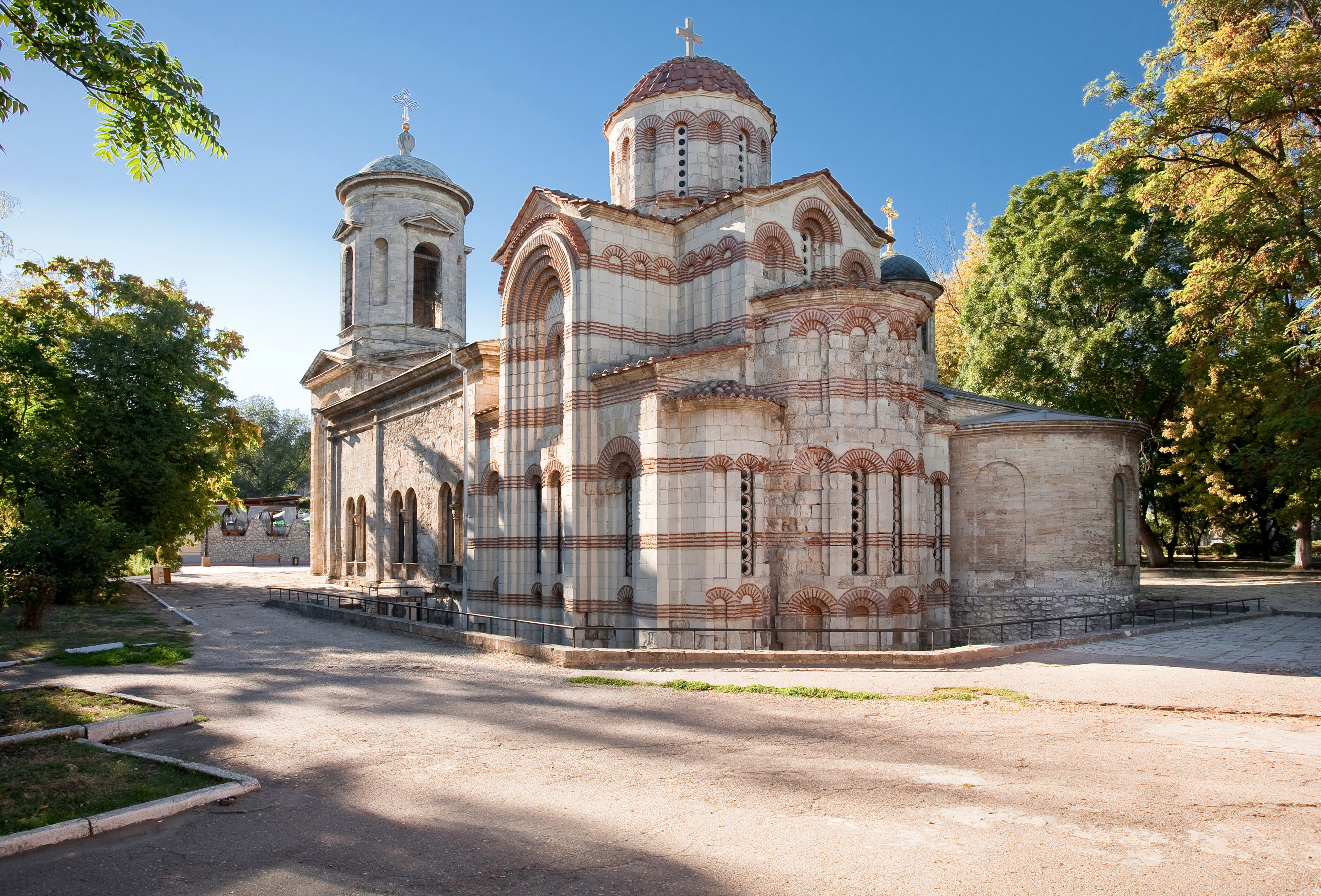